# Kabirwala
Kabirwala é uma cidade do Paquistão localizada na província de Punjab.